# (5506) 1987 SV11
(5506) 1987 SV11 là một tiểu hành tinh vành đai chính. Nó được phát hiện bởi Henri Debehogne ở Đài thiên văn La Silla ở Chile ngày 24 tháng 9 năm 1987.